# Jean Héritier
Pour les articles homonymes, voir Héritier (homonymie).
Jean Henri Auguste Héritier, né au Vésinet le 19 février 1892 et mort à Versailles le 3 mars 1969, est un journaliste, écrivain, historien, militant royaliste et antisémite puis collaborationniste français.

## Éléments biographiques

### Royalisme et antisémitisme
Jean Héritier, le fils d'un dreyfusard, porte dès sa jeunesse des convictions sociales démocrates. C'est la lecture de l'ouvrage d'Édouard Drumont La Fin d'un monde qui l'engage sur la voie de l'antisémitisme : il pense dès 1913 que « la synthèse du national et du social » ne peut s'envisager que par « la solution préalable du problème juif et du problème maçonnique ».
Il enseigne la philosophie et le grec au collège de Nogent-le-Rotrou,, rédige plusieurs ouvrages sur le XVIe siècle français et collabore à La Revue du siècle et aux Cahiers d'Occident.
Devenu royaliste, il fréquente l'Action française de Charles Maurras ; il est un des collaborateurs du quotidien du mouvement et de L'Étudiant français. Mais en 1934, estimant que Maurras parle beaucoup mais ne fait rien, et dénonçant l'« anti-germanisme intégral » de ce dernier, il rompt avec éclat et se tourne vers Hitler qui « [a] agi contre les Juifs », ce en quoi il voit une forme de fidélité à Drumont,. Il collabore encore au Courrier royal du « comte de Paris » (1934) ainsi qu'à L'Insurgé de Jean-Pierre Maxence et Thierry Maulnier (1937).

### Collaboration
Durant la Seconde Guerre mondiale, il rejoint le Rassemblement national populaire (RNP) de Marcel Déat et plaide pour la collaboration avec une Allemagne qu'il définit comme « européenne et catholique dans son essence », tout en recherchant la réforme sociale, ce qui le fait classer à gauche chez les collaborateurs.
Il travaille pour l'antisémite Institut d'études des questions juives et ethnoraciales de George Montandon où il enseigne la littérature en compagnie d'Armand Bernardini qui y enseigne l'onomastique. Il rédige de nombreux articles pour la presse collaborationniste, notamment dans Au Pilori, La Gerbe, L'Appel, Révolution nationale ou encore Je suis partout. Il publie également dans L'Ethnie française une série d'articles sur « Les Juifs et l'ancienne France ».
Lors de l'avancée des Alliés en 1944, il se réfugie en août chez Déat quand les militants du RNP s'apprêtent à partir pour l'Est de la France puis l'Allemagne. Présent parmi les exilés de Sigmaringen avec son épouse et sa fille, Héritier s'y présente comme « chargé de la mission de restaurer les lys de France » et convertit peu à peu l'ancien socialiste Déat à la monarchie.
Comme la plupart des exilés de Sigmaringen en fuite au moment de la Libération, il est condamné à mort par contumace mais sera rejugé après sa réapparition en France. Il est arrêté en 1946 et interrogé le 2 juillet pour sa participation rédactionnelle à La Gerbe et à L'Appel ainsi que « pour sa participation à la direction d'un réseau de la Gestapo qui dénonça une dizaine de patriotes aux Allemands. » La documentation ne fait pas état du verdict prononcé mais d'une manière générale, les condamnations des universitaires consistent en des peines d'emprisonnement d'une relative clémence,.
Après la Libération, il est repris dans la liste — à usage interne — des « écrivains indésirables » du Comité national des écrivains,.

## Publications
- Trois erreurs politiques. Louis XVI, Robespierre, Napoléon ; suivies de Louis XVIII, Paris, Librairie de France, 1932
- Histoire de la Troisième République (2 vol.), Paris, Librairie de France, 1932-1933 (directeur)
- Marie Stuart et le meurtre de Darnley, Paris, F. Alcan, 1934[22] — prix Thérouanne de l’Académie française en 1935
- Catherine de Médicis, Paris, Fayard, 1940[23]
- Michel de l'Hospital, Paris, Flammarion, 1943